# Barbara Barrett (Politikerin)

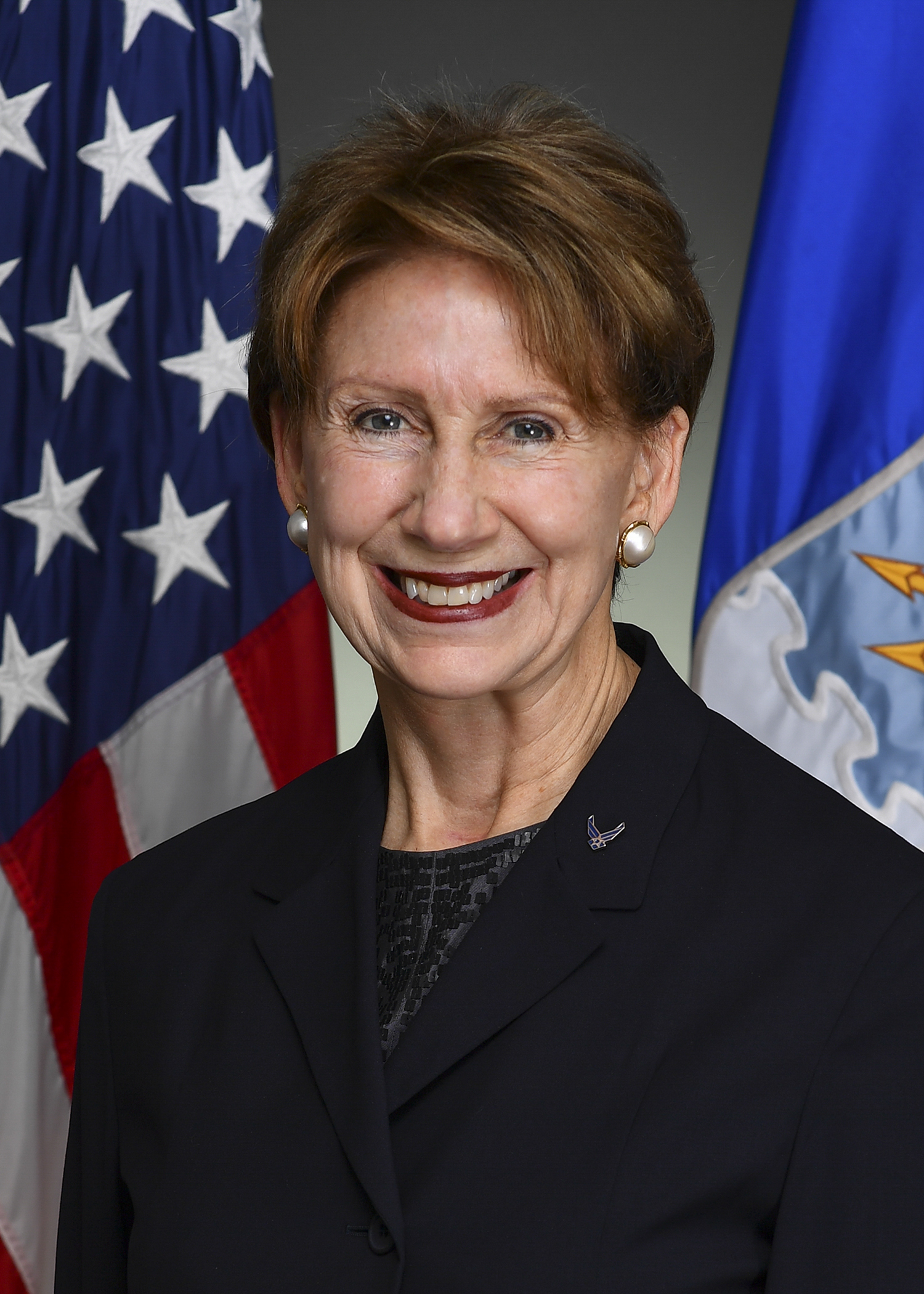
Barbara M. Barrett (2019)

Barbara McConnell Barrett (* 26. Dezember 1950 in Indiana County, Pennsylvania) ist eine US-amerikanische Politikerin, Geschäftsfrau, Anwältin und Diplomatin. Vom 18. Oktober 2019 bis zum 20. Januar 2021 war sie United States Secretary of the Air Force.

## Leben
Barbara Barrett studierte an der Arizona State University in Tempe Liberal Arts und nach dem Erwerb ihres Bachelors of Science 1972 noch International Business, ein Studium, welches sie 1975 mit dem Master of Public Administration abschloss. 1978 erwarb sie ihren Juris Doctor. Bis 1982 arbeitete sie als Anwältin, danach wurde sie Vizevorsitzende des US Civil Aeronautics Board in Washington, D.C. Von 1985 bis 1990 arbeitete sie erneut als Anwältin in Phoenix, Arizona, unterbrochen nur von einer etwa ein Jahr andauernden Tätigkeit 1988 bis 1989 bei der Federal Aviation Administration, wiederum in Washington, D.C.
Seit 1994 betreibt sie eine eigene Ranch, auf der Rinder und Bisons gehalten werden, als Geschäftsführerin. Von 1997 bis 1998 wurde sie Chief Executive Officer der American Management Association in New York City, 1999 Fellow an der Kennedy School of Government, die zur Harvard University in Cambridge nahe Boston im US-Bundesstaat Massachusetts gehört. Von 1999 bis 2001 war Barrett Präsidentin des International Women’s Forum.
Ihre kurze diplomatische Karriere begann sie 2006 als Senior Advisor der US-Mission bei den Vereinten Nationen, um dann von 2008 bis 2009 US-Botschafterin der Vereinigten Staaten in Finnland zu sein. 2013 schloss sich ein Engagement als Chairman of the Board der Aerospace Corporation in El Segundo, Kalifornien, an, bevor sie 2019 als Secretary of the Air Force vorgeschlagen und vereidigt wurde. Mit dem Ende der Präsidentschaft von Donald Trump am 20. Januar 2021 endete auch die Amtszeit. Zunächst übernahm John P. Roth die Amtsgeschäfte, bis im Juli 2021 Frank Kendall offiziell als ihr Nachfolger vereidigt wurde.
Barrett hat eine Privatpilotenlizenz mit Instrumentenflugberechtigung. Sie absolvierte das US-Astronautentraining.
Verheiratet ist sie mit dem US-amerikanischen Ingenieur und Manager Craig R. Barrett.